# تهلگی
تهلگی (به لاتین: Tõhelgi) یک روستا در استونی است که در دهستان راسیکو واقع شده‌است.